# Panton Rayeuk B
Panton Rayeuk B is een bestuurslaag in het regentschap Aceh Timur van de provincie Atjeh, Indonesië. Panton Rayeuk B telt 174 inwoners (volkstelling 2010).